# جان هایسمن
جان هایسمن (انگلیسی: Jon Hiseman؛ ‏ ۲۱ ژوئن ۱۹۴۴ – ۱۲ ژوئن ۲۰۱۸) موسیقی‌دان و آهنگساز اهل بریتانیا بود. وی بین سال‌های ۱۹۶۵ تا ۲۰۱۸ میلادی فعالیت می‌کرد.
از فیلم‌ها یا مجموعه‌های تلویزیونی که وی در آن‌ها نقش داشته‌است، می‌توان به اندکی فراست اشاره نمود.